# Hubertuskapelle (Düsseldorf-Angermund)

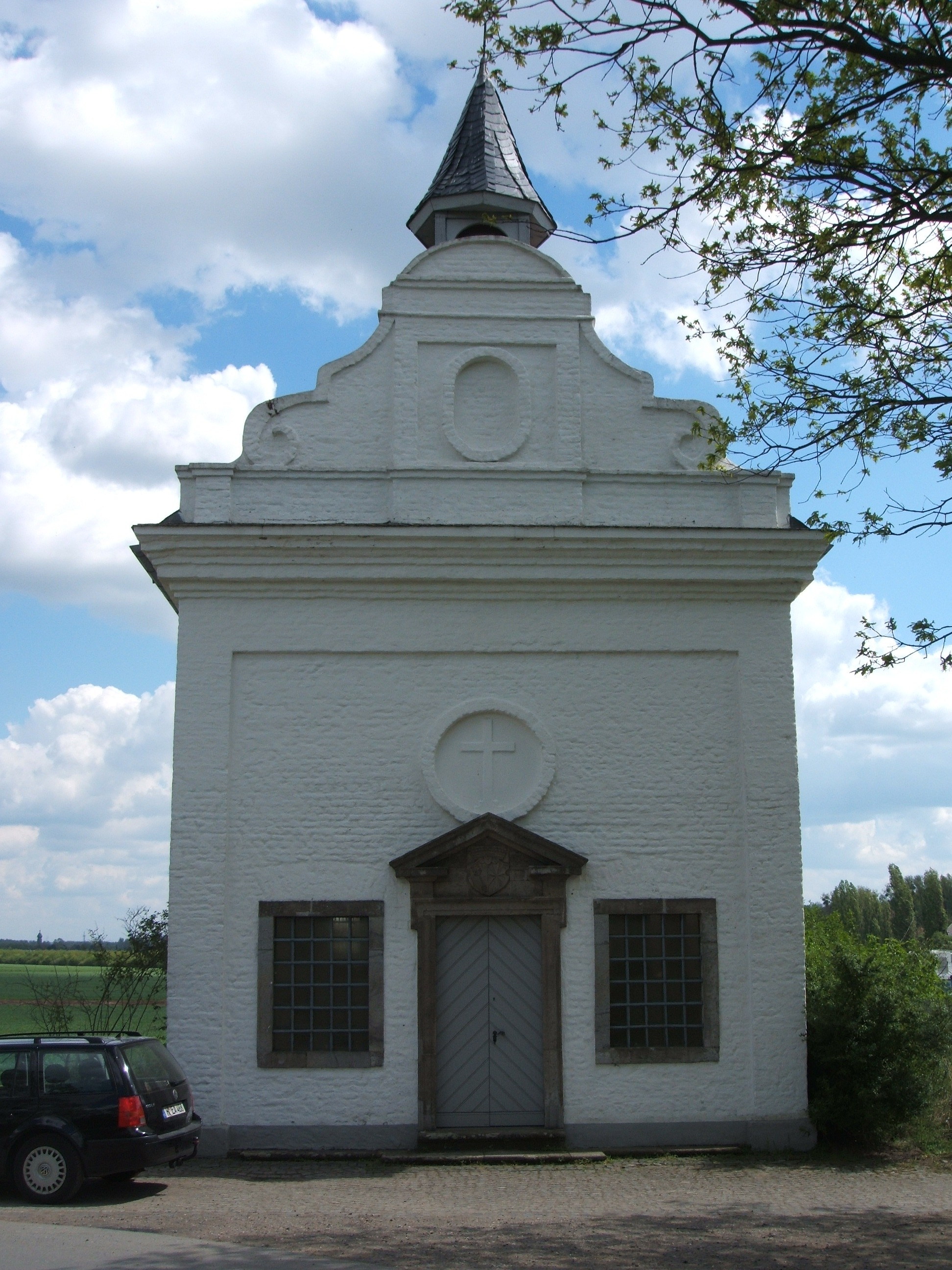
Hubertuskapelle in Düsseldorf-Angermund

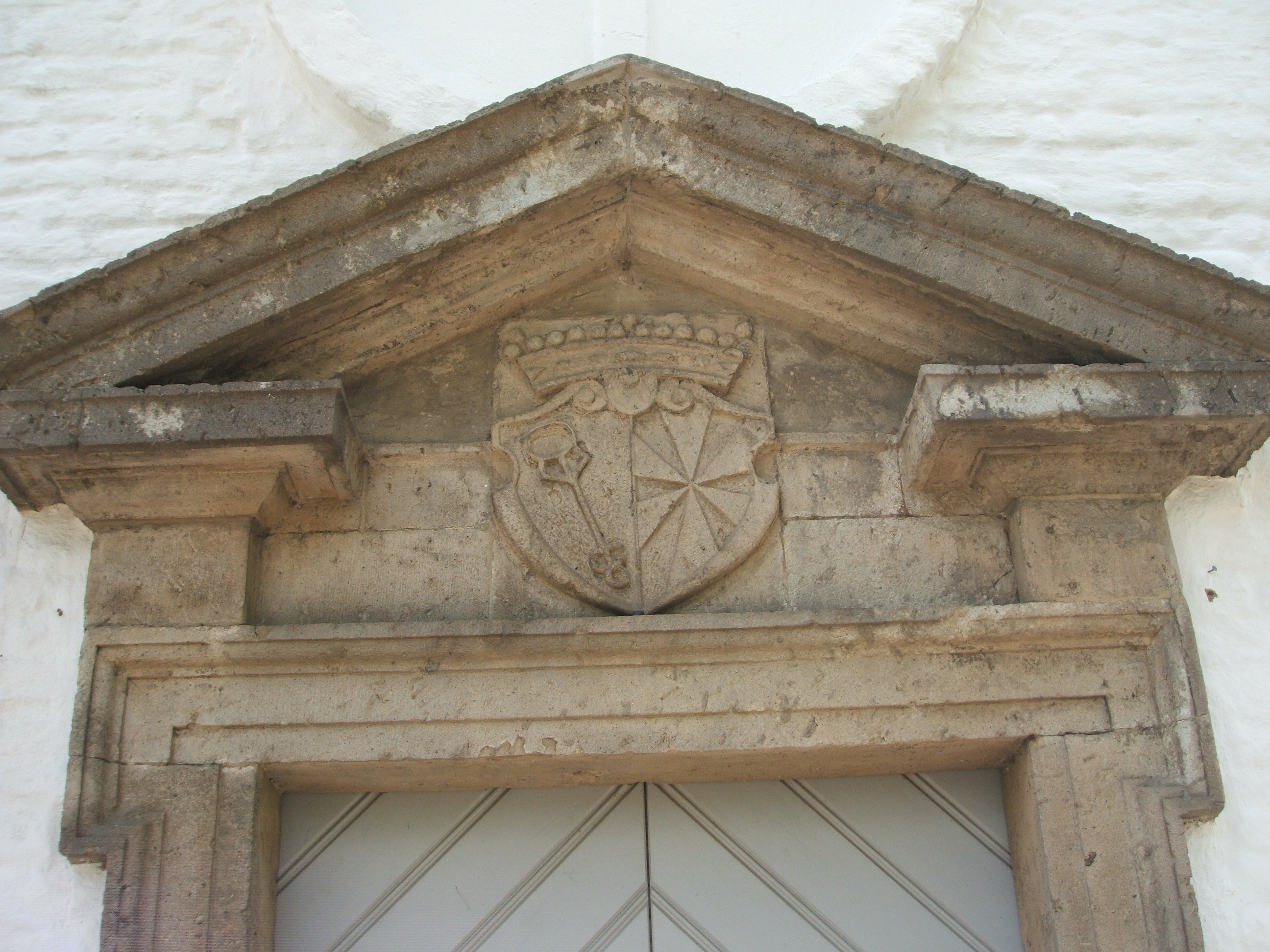
Wappen über dem Portal der Hubertuskapelle

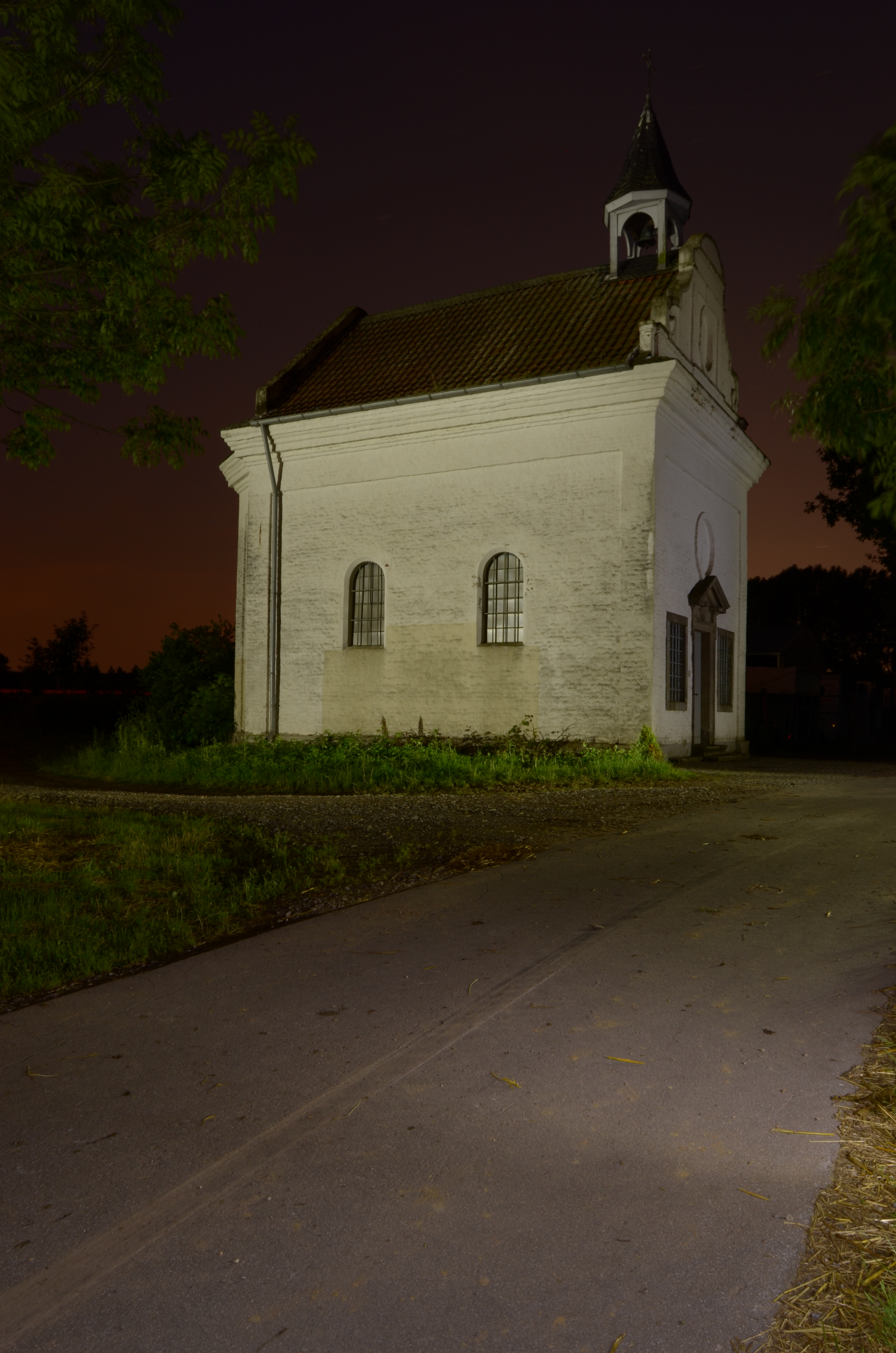
Hubertuskapelle bei Nacht

Die Hubertuskapelle ist eine barocke Kapelle in Düsseldorf-Angermund mit dem Patrozinium des heiligen Hubertus, des Schutzpatrons der Jagdleute. Die Kapelle liegt im Gebiet der Pfarrei St. Remigius Wittlaer, Dekanat Düsseldorf-Nord, und diente früher insbesondere den Jägern für Gottesdienste und Dankandachten. Sie ist heute das einzige auf dem Düsseldorfer Stadtgebiet erhaltene Beispiel der früher häufig zu findenden Burgkapellen vor mittelalterlichen oder barocken Rittersitzen.

## Geschichte
Bereits 1436 und auch Anfang des 17. Jahrhunderts wurde von einer Kapelle an dieser Stelle, d. h. am Ende einer Allee, die vom Torbau des Rittersitzes Groß-Winkelhausen ausgeht, berichtet. Gemäß Untersuchungen der Universität Bonn stammt die Glocke im Dachreiter aus dem Jahr 1560. Das heutige Kapellengebäude aber entstand erst in der zweiten Hälfte des 18. Jahrhunderts. Der Dachstuhl stammt laut Analysen der Fachhochschule Köln aus dem Jahr 1789.
Im 18. Jahrhundert zog die Fronleichnamsprozession der Gemeinde St. Remigius Wittlaer hierher. In der ersten Hälfte des 20. Jahrhunderts ging eine große Bittprozession unter Beteiligung von Schulkindern und früher auch des Reitercorps der Schützenbruderschaft Wittlaer am Tag vor Christi Himmelfahrt zur Kapelle. Diese Prozessionen wurden 1967 wegen des damals schlechten Zustands der Kapelle eingestellt. Nach einer Renovierung führt seit 1984 in jedem Jahr am Freitag vor Palmsonntag (letzter Sonntag der Fastenzeit, d. h. Sonntag vor Ostern) ein Bußgang zur Hubertuskapelle, wo der Schluss-Segen erteilt wird.
Besitzer der Kapelle waren zunächst die Herren von Winkelhausen, dann durch Erbschaft Graf Hatzfeld, der die Kapelle 1981 der Stadt Düsseldorf schenkte. Seit dem 6. Dezember 1984 steht die Kapelle unter Denkmalschutz.

## Gebäude
Die Kapelle ist ein vergleichsweise einfacher, rechteckiger Backsteinbau mit einem geschwungenen Westgiebel, einer gewölbten Apsis und einem Dachreiter. Die Kapellenecken werden durch flache Lisenen hervorgehoben. Über dem Portal befindet sich das Allianzwappen der Familien Winkelhausen und Waldbott von Bassenheim mit einer Datierung von 1730. Jede der zwei Längsseiten ist mit zwei Rundbogenfenstern versehen. Über dem Altar befand sich früher ein Bild des Heiligen Hubertus; an den Wänden hingen Hirschgeweihe und Rehkronen.
Laut Unterlagen aus den Jahren 1906/07 ließ Graf Hatzfeld die Kapelle renovieren. Sie wurde mit Ölgemälden der 12 Apostel und liturgischen Geräten ausgestattet. Auch wurden zwei Fenster seitlich des Eingangs mit Hartbrandziegeln und Zementmörtel zugemauert. Reste von außen vorgelagerten Stufen aus Blaustein mit barockem Profil und Befunde an den Fenstern deuten auf frühere Betfenster mit Eisengittern ohne Verglasung und Holzblenden hin. Die Fenster erlaubten wohl bei verschlossener Kapellentür einen Einblick in die Kapelle. Die Apsis wurde mit einem hellblauen Anstrich mit Goldsternen versehen. Außerdem wurden Bodenplatten aus Steinzeug verlegt. Über der nicht mehr originalen Eingangstür befindet sich ein damals ebenfalls vermauertes Rundfenster. Zur Erinnerung an die damalige Wiederherstellung der Kapelle wurde folgender lateinischer Text in der Kapelle angebracht: In piam memoriam per illustris gentis comitum a Winkelhausen Medio saeculo XVIII extinctae hoc secellum A.D. MDCCCCVI restaurandum curavit Alfredus Primus princepts ab Hatzfeldt Wildenburg proabnepos Isabellae ultimae Comitissae a Winkelhausen. (Im frommen Gedächtnis an das Mitte des 18. Jahrhunderts ausgestorbene, berühmte Geschlecht der Grafen von Winkelhausen sorgte Fürst Alfred I. von Hatzfeld-Wildenburg, der Urenkel von Isabella, der letzten Gräfin von Winkelhausen, im Jahre 1906 für die Wiederherstellung dieser Kapelle.)
Die vorletzte Restaurierung erfolgte 1981/82, die sich jedoch auf die notwendigsten Arbeiten beschränkte. Der Dachstuhl wurde repariert, marode Eichenbalken durch Tannenholzbalken ersetzt, die Dachkonstruktion im Chorbereich einschließlich der Holzverschalung erneuert sowie das Mauerwerk von Putz- und Anstrichresten befreit. Die beiden zwischenzeitlich zugemauerten Fenster neben der Eingangstür versah man mit kleinsprossigen Eisengittern und bruchsicherem Plexiglas. Nach der Rekonstruktion des Glockenlagers wurde die von Anwohnern im Krieg gerettete Glocke wieder aufgehängt. Sie kann mittels Seil betätigt werden.
Seit Ausbau der Bundesstraße 8 im Jahr 2013 liegt die Kapelle ca. 100 Meter westlich dieser Bundesstraße. Nachdem die Kapelle zwischenzeitlich wieder vom Verfall bedroht war, weil Feuchtigkeit durch das Dach und die Außenwände drang, wurde ab 2013 eine erneute Sanierung vorbereitet. Ein entsprechender Förderverein wurde im September 2013 gegründet. Die Sanierungsarbeiten wurden im Februar 2016 mit der Auftragsvergabe begonnen und im Außenbereich im Dezember 2016 erfolgreich abgeschlossen. Nach anfänglichen Kostenschätzungen in Höhe von 155.000 Euro im Jahr 2014, beliefen sich die tatsächlichen Kosten schließlich auf 404.000 Euro. Die entsprechenden Finanzmittel wurden von der Bezirksvertretung 5 der Stadt Düsseldorf zur Verfügung gestellt.